# Jan Fabius (1888-1964)
Jan Fabius (Naarden, 5 juli 1888 – Den Haag, 30 juli 1964) was een Nederlandse militair, journalist, auteur en politicus.

## Familie
Fabius stamde uit de familie Fabius, opgenomen in het genealogische naslagwerk Nederland's Patriciaat. Hij was de zoon van A.N.J. Fabius (1855-1921), generaal-majoor der artillerie (commandant van de Stelling van Amsterdam) en roman- en geschiedschrijver, en M.E. Cremer Eindhoven (1855-1931), schrijfster van romans en kinderboeken. Hij trouwde in 1921 te Berlijn met Erna C.S.L. Gerlich (1899-1992). Zij kregen een dochter Mena Ninetta Fabius (1922-2007) die trouwde met Oscar Wiemeijer (1919-2001). Zijn grootvader G.C. Fabius (1813-1887) was kapitein van het Oost-Indische leger en burgemeester van onder meer Naarden en Muiden, zijn oom was luitenant-generaal G.C.A. Fabius (1863-1932) .

## Loopbaan

### De Balkanoorlog

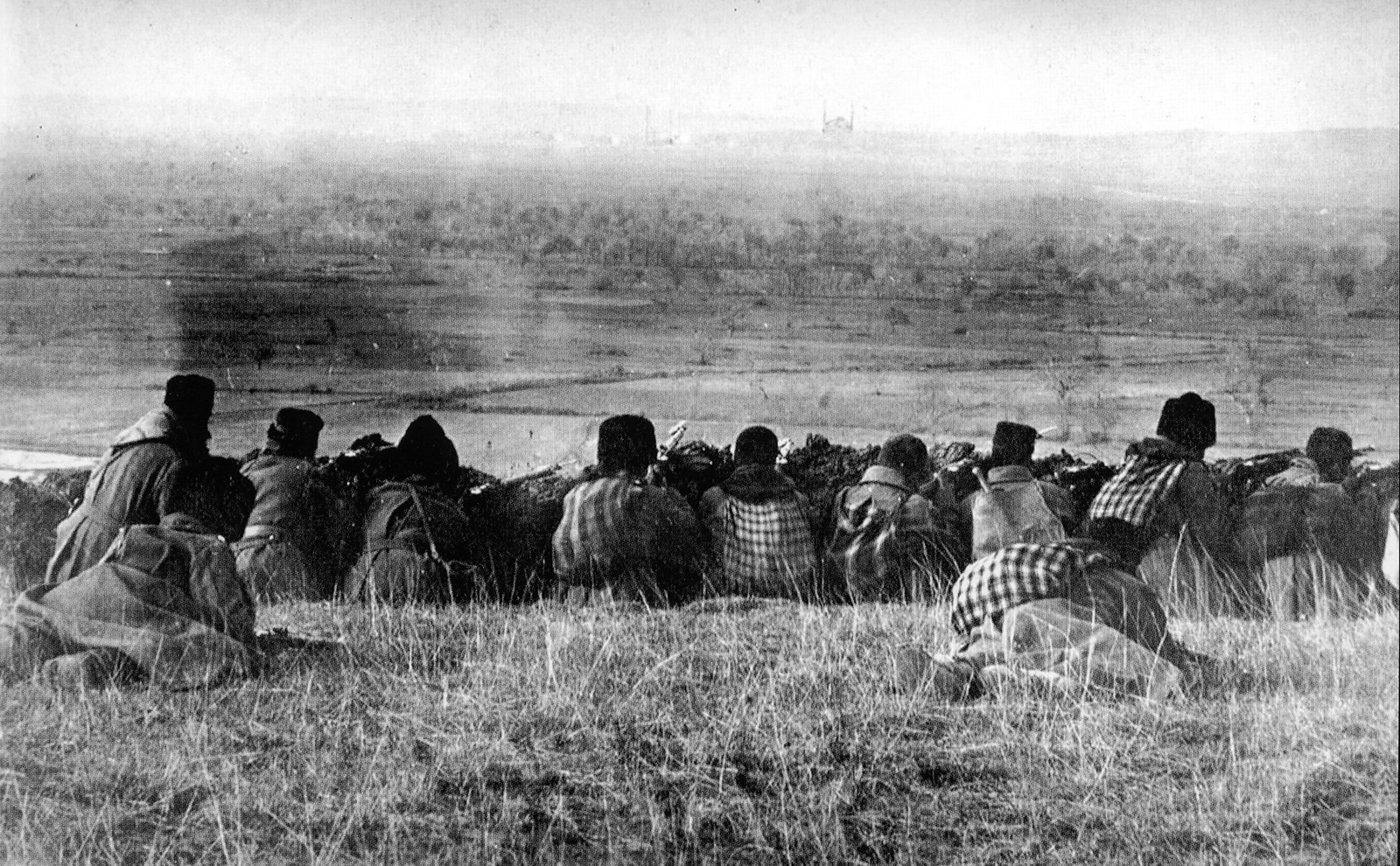
Bulgaarse belegering van Adrianopel

Fabius volgde van 1907 tot 1910 de Koninklijke Militaire Academie te Breda en werd in juni 1910 benoemd tot tweede luitenant der artillerie van het Nederlandse leger. Hij werd vervolgens geplaatst bij het eerste regiment veldartillerie en kwam te Utrecht in garnizoen. In 1912 nam hij 'speciaal verlof' om voor de Sijthoff-kranten de Balkanoorlog te verslaan. In oktober van dat jaar vertrok hij vanuit Utrecht naar het Balkanschiereiland, waar oorlogscorrespondent Paul Bloch van het Berliner Tageblatt hem in een aantal artikelen opvoerde. Zo vertelde hij onder meer dat hij met anderen bij de Maritza-brug te Moestafa Pasja stond en men mopperde over de manieren van de Bulgaarse overheid, over de slordigheid, het vuil en de verveling; plotseling kwam er een trein ossenwagens over de brug, vanwaaruit een stem klonk: Correspondents de guerre, messieurs? Fabius sprong van de trein en stelde zich voor; hij had de anderen herkend aan de rode band om de arm. Hij kwam van Stara Zagora en wilde de volgende dag doorreizen naar Adrianopel. Bloch omschreef Fabius als volgt: Hij was zo vol hoop en fris en vrolijk, met zijn kortgeknipte blond haar en de heldere eerlijke ogen in zijn jong gezicht dat hij binnen tien minuten de moed er bij ons in had. Alles vond hij prachtig en interessant en leerzaam, zelfs de modder op de weg. Toen er enige kerels met brandemmers voorbij kwamen was hij meteen weg. Hij kwam later zwart als een schoorsteenveger terug; alles was weer fabelachtig mooi en het was een echte brand geweest. Hij vertelde verder van zijn knappe papa en goede mama en deed de wonderlijkste kookvertoningen die ik ooit heb bijgewoond.
In deze tijd schreef Fabius voor de Nederlandse dagbladen onder de titel De oorlog in de Balkan. Brieven van onze oorlogscorrespondent een reeks artikelen. Hierin beschreef hij onder meer zijn reizen per trein door het land, deed melding van de bewegingen der legertroepen en gaf beeldende landschapsbeschrijvingen. Met de correspondent van de Daily News was hij de enige oorlogscorrespondent geweest die de grote bestorming van Adrianopel op 7 en 8 november uit de Bulgarijse batterijen had kunnen waarnemen; zijn positie was niet gemakkelijk geweest omdat de Bulgaren alle vreemdelingen van het eigenlijke gevechtsterrein probeerden te weren (Fabius had zich uitgegeven voor arts en deelde in deze rol pro forma af en toe aspirine uit). Later was hij ook de enige die geruime tijd in het noorden van Albanië de strijd tussen de Turken en de Montenegrijnen van dichtbij mocht aanschouwen. Fabius reisde aldaar via Adrianopel naar Skoetari en werd op de terugreis naar Rome ziek. Hij keerde echter geheel hersteld van deze ziekte in april 1913 naar Nederland terug en gaf vervolgens in het Gebouw van de Werkende Stand een lezing over hetgeen hij had gezien en ondervonden. In deze lezing vertelde hij dat hij toen hij te Sofia aankwam vernam dat hij al de 100ste correspondent was; toch wist hij tot dicht bij de strijdende troepen te komen en beschreef hij de strijd te Adrianopel: de troepen streden op stramme Pruisische wijze en riepen eerst "leve de Tsaar!" voordat zij zich in het gevecht stortten. Terwijl de granaten over zijn hoofd vlogen zag hij de Bulgaarse colonnes als witte slangen tegen de heuvels optrekken; één rij kwam boven op de heuvelkam, de rij werd door Turks vuur weggemaaid en vervolgens kwam de tweede rij; nadat deze rij ook was weggevaagd werd deze opgevolgd door een derde. Van een paar bataljons bleef na de stormaanval geen enkele soldaat meer in leven over. De overige oorlogscorrespondenten, waaronder ook kapitein J.H. Ram, hadden weinig van het oorlogstoneel kunnen zien; bij wijze van genoegdoening had men hen twee opgehangen Turken laten zien.

### Vredesmissie naar Albanië

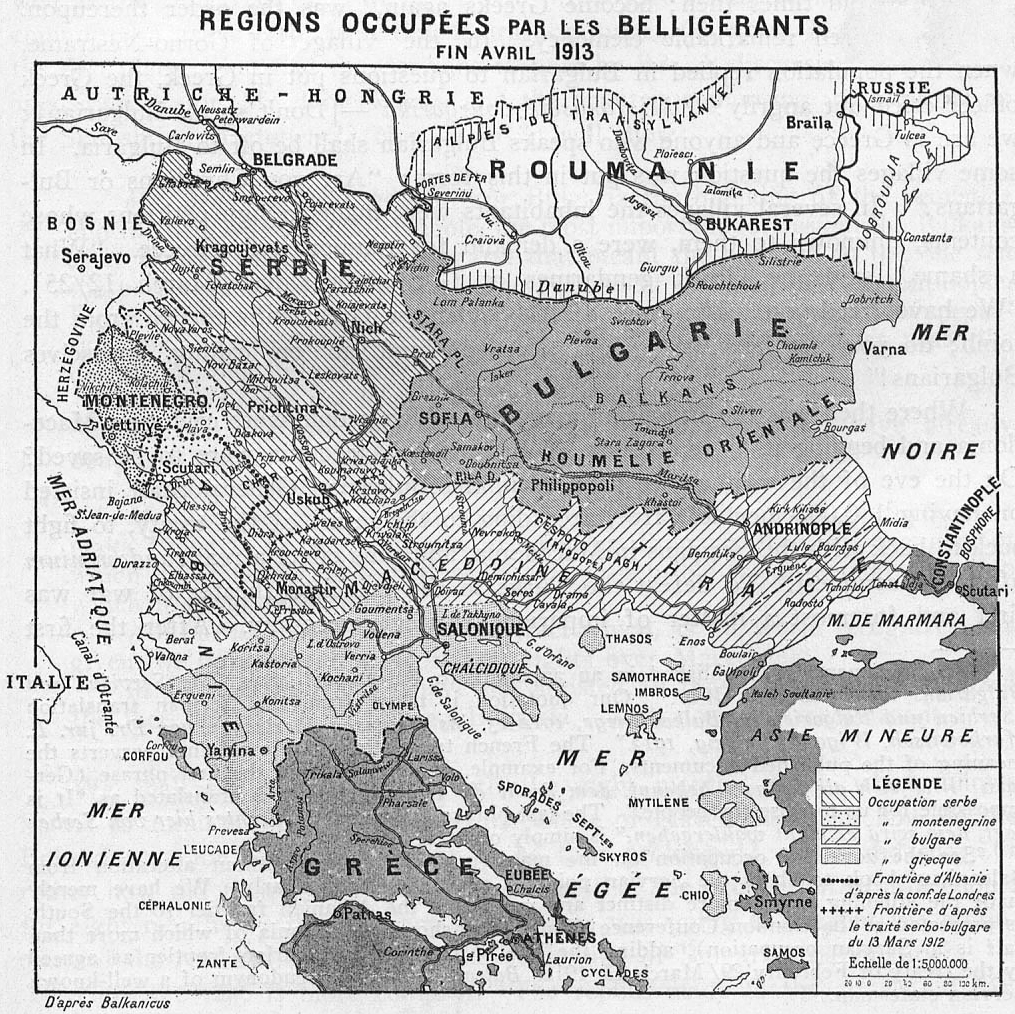
Kaart van het strijdgebied

Toen Wilhelm zu Wied in 1914 vorst van Albanië werd, zond Nederland onder leiding van kolonel W. de Veer en majoor L. Thomson een vredesmissie uit om een plaatselijke gendarmerie te vormen. Fabius was als eerste luitenant (dan bij het eerste regiment veldartillerie) ook onderdeel van deze expeditie, en schreef hierover het boek Zes Maanden in Albanië. Hij verkreeg voor deze missie machtiging om tijdelijk in Albanese krijgsdienst te treden, met dien verstande dat hij binnen de termijn van drie jaar bij de dienst van de landmacht terug zou keren. Fabius' rang aldaar was kapitein der gendarmerie. De officieren werden naar het terrein van de Montenegrijnse-Albanese slag nabij Toezi gezonden om de Albanese bevolking die op het door de internationale commissie toegewezen gebied woonde, kalm te houden opdat zij de Montenegrijnen, die aan de overkant van de grens met de op Montenegrijns gebied woonachtige Albanezen slaags waren, geen aanleiding zouden geven zich op het Albanese gebied te begeven. Wegens geldgebrek van de Albanese regering was het de officieren niet gelukt de Albanese gendarmerie in Skoetari, te organiseren. Nadat L. Thomson aldaar gesneuveld was verwachtte men dat de officieren door de Nederlandse regering teruggetrokken zouden worden, wat niet direct gebeurde. Fabius zelf werd tijdens de missie door een terugslag gewond aan zijn knie maar bleef echter iedere avond naar zijn batterij strompelen.
In Durazzo, waar de officieren verbleven en tot welke grenzen de Albanese staat zich toen uitstrekte, werd door vier machten gewerkt, namelijk de koning, de controle-commissie, het ministerie en de buitenlandse gezanten. In deze chaos, met tegengestelde bevelen, moesten de Nederlandse officieren hun weg vinden. De rebellen buiten de stad waren steeds goed op de hoogte van de bewegingen van de toestand in de stad en de militaire bewegingen die aldaar beraamd werden. De missie was aldus een mislukking en werd op 27 juli 1914, vlak voor het uitbreken van de Eerste Wereldoorlog beëindigd. Na terugkeer in Nederland hield Fabius een lezing over zijn activiteiten te Albanië; hierin verklaarde hij dat de Albanezen rare kerels waren en Albanië een raar land. Verder zei hij: Als gast van de Albanezen krijg je van alles het beste, óók van het ongedierte. Verder vertelde hij over een pastoor die tot geestelijke was gekozen omdat hij in het dorp de meeste Turken had doodgeschoten, over een aartsbisschop die Jan en alleman vertelde van hetgeen hem in de biechtstoel was verteld en ook verhaalde hij van de manschappen der artillerie, over wie hij het commando voerde. Deze manschappen bestonden uit Albanezen en 100 vrijwilligers uit allerlei landen. Deze vrijwilligers vonden dat het zeer ongezond was het hoofd boven de loopgraven uit te steken en hielden zich zodoende onder alle omstandigheden gedekt. Na de dood van Thomson, zei Fabius, wisten wij dat er van de zaak niets terecht zou komen. De grootste fout was volgens hem dat de Nederlandse officieren geen centrale macht achter zich hadden gehad, waarop zij konden steunen. Fabius publiceerde in 1918 een geïllustreerd boekje, Zes maanden in Albanië, over zijn belevenissen.

### Latere loopbaan
Na zijn terugkeer in Nederland werd Fabius gemobiliseerd en ingedeeld bij de luchtvaartafdeling, waar hij diverse militaire verkenningsvluchten maakte; op 21 april 1916 keerde hij weer bij het tweede regiment artillerie terug. Hij mocht in 1916 als correspondent werken aan het Tiroolse front en werkte in 1919 voor de Nieuwe Rotterdamsche Courant in Zuid-Rusland. In de tussentijd was hij gedetacheerd bij de Hogere Krijgsschool; in januari 1920 werd hij als tijdelijk adjudant toegevoegd aan de Nederlandse militaire attaché in Berlijn, waar hij zijn latere echtgenote ontmoette.
Van 1922 tot 1933 werkte hij voor Shell in Londen en op Java. Van 1933 tot 1939 verbleven Fabius en zijn gezin in Tokio waar hij als correspondent werkte voor Nederlandse en buitenlandse kranten. In 1940 kwam een boek van Fabius uit over het vooroorlogse leven in Japan, Dai Nippon. In 1939 nam hij dienst bij het Departement van Oorlog in Bandoeng. Van 1942 tot 1945 zaten Fabius en zijn gezin in een jappenkamp. Na de oorlog werd hij onder andere hoofdredacteur van Het Dagblad (1946-1947).
Fabius probeerde met onder meer W.K.F. Feuilletau de Bruyn een conservatieve beweging op te zetten in Nederland en ging politieke pamfletten schrijven. Hij werd in 1956 tot tien dagen cel veroordeeld vanwege majesteitsschennis. Hij publiceerde namelijk als eerste over de Greet Hofmans-affaire, een gevoelig onderwerp waarover de gevestigde kranten nog niet wilden berichten. Vanaf 1962 tot aan zijn dood was Fabius lid van de gemeenteraad van Den Haag voor de Boerenpartij van H. Koekoek.